# Phytomyza spoliata
Phytomyza spoliata este o specie de muște din genul Phytomyza, familia Agromyzidae, descrisă de Gabriel Strobl în anul 1906.
Este endemică în Spania. Conform Catalogue of Life specia Phytomyza spoliata nu are subspecii cunoscute.